# Мартанда Варма
Мартанда Варма (1705 — 7 липня 1758) — правитель південноіндійської держави Траванкор від 1729 до своєї смерті 1758 року. Найбільшим його досягненням стало руйнування експансіоністських планів голландців.

## Життєпис
Походив зі князівської родини Малабару. Син Рагхави Варма з роду Кіліманур, що правив князівством Бейпур, та Картіки Тірунал Ума Деві, донькою володаря Каннанура з династії Колантунаду. У 1706 року перебирається до двору роду Колантунаду. З 14 років став залучатися до державних справ. Замолоду відзначився у війнах з Мадурайським наякством. Після смерті брата Вірарами Варми у 1729 році успадкував трон Бейпура і Тріппаппура.

## Володарювання
З самого початку мав намір перетворити своє невеличке князівство на велику та потужну державу. Для цього сформував регулярну армію близько 50 000 осіб. Було проведено військову, адміністративну та фінансову реформи, надано підтримку розвитку торгівлі та ремісництва, багато зробив для поліпшення обробки сільськогосподарських угідь завдяки розширенню іригаційних робіт протягом усього правління.
З 1729 року розпочав походи проти сусідів, швидко підкоривши більш дрібні володіння. Відтоді держава стала називатися Траванкор. У 1731 році захопив князівство з портом Коллам, де правила династія Венад. Потім захопив князівства Марта, це спричинило утворення ворожої коаліції з князівства Каямкулам, Кочі, Пураккада, Елайядату і Вадаккумкура, Голланської Ост-Індської компанії. Натомість Мартанда Варма дістав підтримку французів і англійців. Бойові дії тривали до 1734 року, коли Мартанді Вармі вдалося завдати поразки ворогам, проте він не повністю досяг своїх цілей. 1739 року було проведено податкову реформу, за якою податки коливалися від якості землі, в залежності від повенів чи посухи впроваджувалася спеціальна посада податківців.
У 1736 році стикнувся з амбіціями Дост Алі-хана, набоба Аркота, який підкорив Мадурайське наякство й став загрожувати Траванкору. За цих умов Мартанда Варма розпочав перемовини про союз з Баладжі Баджі Рао, пешвою Імперії Маратха, з іншою — намагався перемовинами з аркотських набобом виграти час. У 1740 році після загибелі останнього у війні з маратхами, загрозу було відведено.
У 1741 році новий конфлікт спричинило втручання Мартанди Варми та голландців у справи спадщини князівства Коттаракар. У 1741 році володар Траванкору завдав поразки ворогам й приєднав до своїх володінь Коттаракар. Втім незабаром почалася відкрита війна з Голландською Ост-Індською компанією, яка діяла з Цейлону (сучасна Шрі-Ланка). 10 серпня 1741 року Мартанда Варма у битві при Колачелі здобув повну перемогу, захопивши чимало голландців. Одних з них, Есташ де Ланной поступив на службу до правителя Траванкору.
З огляду на успіхи з боротьбі за голландцями Мартанда Варма вирішив підкорити Малабарське узбережжя задля встановлення контролю над вирощуванням та продажу спецій. У 1743 році оголосив в своїй державі монополію на продаж спецій. 1746 році раджа Каямкуламу повстав проти Траванкора, його на допомогу прийшли війська Кочі, Коттаяма, Чанганассері, Амбалапужі, але Мартанда Варма завдав об'єднаним ворогам рішучої поразки. Після цього до 1752 року остаточно приєднав до своєї держави князівства Каямкулам, Пураккад, Елайядату, Вадаккумкур, Коллам, Теккумкур. У 1753 році було укладено з Голландською Ост-Індською компанією Мавеліккарську угоду, якою було визнано завоювання Мартанди Варми від мису Коморин на півночі до Каямкулама на півдні. Іншою угодою того ж року Кочійське царство поступилося Траванкору областями Караппурам і Алангад.
Після цього найбільшим суперником залишалося царство Калікута. Але у битві при Пураккаді 1755 року війська на чолі із Мартанда Вармою завдали нищівної поразки ворогові, в результаті чого було встановлено гегемонію Траванкору в Кералі та Малабарі. 1757 року підписано з Рама Вармою VII, правителем Кочі, угоду, проти заморіна Калікута, яка фактично встановлювала зверхність Траванкоранад Кочійським царством.
Помер у 1758 році, перед тим призначивши свого небожа Дхарму Раджу спадкоємцем трону Траванкора.